# Dávid Šípoš
Dávid Šípoš (Topoľčany, 14 agosto 1998) è un calciatore slovacco, portiere della Dyn. Č. Budějovice.

## Carriera
Cresciuto nel settore giovanile del Nitra, ha esordito in prima squadra il 26 febbraio 2018 in occasione dell'incontro di Superliga perso 1-0 contro lo Slovan Bratislava.

## Statistiche
Statistiche aggiornate al 19 novembre 2020.

### Presenze e reti nei club
| Stagione        | Squadra         | Campionato      | Campionato | Campionato | Coppe nazionali | Coppe nazionali | Coppe nazionali | Coppe continentali | Coppe continentali | Coppe continentali | Altre coppe | Altre coppe | Altre coppe | Totale | Totale | Totale |
| Stagione        | Squadra         | Comp            | Pres       | Reti       | Comp            | Pres            | Reti            | Comp               | Pres               | Reti               | Comp        | Pres        | Reti        | Pres   | Reti   |        |
| --------------- | --------------- | --------------- | ---------- | ---------- | --------------- | --------------- | --------------- | ------------------ | ------------------ | ------------------ | ----------- | ----------- | ----------- | ------ | ------ | ------ |
| 2017-2018       | Nitra           | SL              | 2          | 0          | CS              | 0               | 0               |                    | -                  | -                  |             | -           | -           | 2      | 0      |        |
| 2018-2019       | Nitra           | SL              | 5+2        | 0          | CS              | 3               | 0               |                    | -                  | -                  |             | -           | -           | 10     | 0      |        |
| 2019-2020       | Nitra           | SL              | 26         | 0          | CS              | 1               | 0               |                    | -                  | -                  |             | -           | -           | 27     | 0      |        |
| 2020-2021       | Nitra           | SL              | 13         | 0          | CS              | 0               | 0               |                    | -                  | -                  |             | -           | -           | 13     | 0      |        |
| Totale carriera | Totale carriera | Totale carriera | 48         | 0          |                 | 4               | 0               |                    | -                  | -                  |             | -           | -           | 52     | 0      |        |